# No Bystanders
«No Bystanders» (стилизовано под маюскул) — песня американского рэпера и певца Трэвиса Скотта с его третьего студийного альбома Astroworld (2018). Она содержит дополнительный вокал от Juice WRLD и Sheck Wes. Песня интерполирует трек «Tear da Club Up» от Three 6 Mafia.

## История
В интервью Rolling Stone A&R Скотта рассказал о песне:
Это всё Трэвис. Он хотел самую яростную песню. Он думал о мошпите во время создания.
В апреле 2019 года DJ Paul из Three 6 Mafia подал иск на 20 миллионов долларов против Трэвиса Скотта за нарушение авторских прав на песню. Иск был урегулирован в сентябре 2019 года.

## Текст
С лирической точки зрения песня о том, как Трэвис Скотт не хочет, чтобы люди на его концертах не веселились, а также о своём образе жизни. Juice WRLD поёт вступление к песне. В припеве Sheck Wes интерполирует «Tear da Club Up», напевая «Fuck the club up».

## Оценки
Песня получила высокую оценку от журнала Complex за её энергичный и «взрывной» стиль, он счёл её подходящей для шумных вечеринок и концертов. В свою очередь, Бен Дандридж-Лемко из The Fader плохо отозвался о треке, сказав, что она «похожа на очевидную возможность для Трэвиса показать себя», но «вместо этого, в середине звучит неуклюжий беглый флоу и он произносит худшую строчку на альбоме».

## Чарты
| Чарт (2018)                           | Высшая позиция |
| ------------------------------------- | -------------- |
| Австралия (ARIA)                      | 87             |
| Канада (Billboard Canadian Hot 100)   | 34             |
| Франция (SNEP)                        | 105            |
| Швеция (Sverigetopplistan)            | 2              |
| США (Billboard Hot 100)               | 31             |
| США (Billboard Hot R&B/Hip-Hop Songs) | 22             |

## Сертификации
| Регион                                                                      | Сертификация  | Продажи |
| --------------------------------------------------------------------------- | ------------- | ------- |
| Австралия (ARIA)                                                            | Золотой       | 35 000  |
| Бразилия (ABPD)                                                             | Платиновый    | 40 000  |
| Канада (Music Canada)                                                       | 2× Платиновый | 160 000 |
| Великобритания (BPI)                                                        | Серебряный    | 200 000 |
| Данные о продажах + прослушиваниях приведены только на основе сертификации. |               |         |